# 685년

## 연호
- 당(唐) 수공(垂拱) 원년

## 기년
- 당(唐) 예종(睿宗) 2년
- 신라(新羅) 신문왕(神文王) 5년

## 사건
- 7월 12일 - 교황 요한 5세, 82대 로마 교황으로 취임.

## 탄생
- 비잔티움 제국의 레온 3세 이사우로스
- 9월 8일 - 당 현종 이융기

## 사망
- 5월 8일 - 교황 베네딕토 2세, 81대 로마 교황.